# O.F. Asp (virksomhed)
O.F. Asp A/S var en dansk stearinlysfabrik og sæbefabrik i København.

## Historie
Virksomheden blev grundlagt i København 1856 (borgerskab 1857) af lægen, hofmedikus J.C.A. Bock (1813-1879). Allerede 1853 var Bock indtrådt i firmaet O.F. Asp, hvis kamfin- og sæbefabrik på Christianshavn hans morbroder, fabrikant Olfert Fischer Asp (1803-1865) indtil da havde bestyret for hans yngre broder, grosserer Christian Asp Bock (1818-1885). Af hensyn til Bocks fornemme status som kongehusets læge, indgik hans navn aldrig i firmanavnet.
Bock havde efter lange og kostbare forsøg opdaget en metode, med hvilken han ved hjælp af svovlsyre kunne producere stearin af talg, og det resulterede i patenter af 24. december 1867 og 25. juni 1869. J.C.A. Bock lod denne metode været grundlaget for fabrikken og vandt 1872 sølvmedalje på den nordiske industriudstilling i København, men det lykkedes ham aldrig at få sine patenter anerkendt i udlandet. I 1875 anlagde han en ny fabrik for fremstilling af stearin og stearinolie baseret på et fransk princip, men satte derved sin formue over styr. Bock var en fortrolig ven af grevinde Danner, og i sit testamente havde hun kvitteret et lån på 24.000 rigsdaler, som Bock havde investeret i fabrikken. I november 1876 blev firmaet O.F. Asp sat under administration og fabrikken overtaget af Kjøbenhavns Handelsbank, der 1880 solgte aktiverne til fabrikant L.P. Holmblad.
J.C.A. Bocks sønner, Alexander Bock (1849-1900) og Fritz Bock (1851-1923), som havde bestyret fabrikken for Handelsbanken, beholdt firmanavnet og etablerede en ny stearinlysfabrik på Blegdamsvej 104-106. Bygningen blev tegnet af Hans J. Holm. Alexander Bock var den ledende kraft i virksomheden, og selvom han alle sine dage var hæmmet af sygdom, arbejdede han utrætteligt på at skabe nye markeder for stearinlyset. 1896 frembragte Bock en cykellygte og et cykellys, hvis smeltepunkt var i overensstemmelse med lygtens afkølingssystem. Asp-lygten eller Asp-cykellyset var en nyskabelse og blev snart et af fabrikkens vigtigste produkter.
O.F. Asp overgik 3. april 1919 sammen med en række andre lignende virksomheder til det nye store selskab Medicinalco. Fabrikken havde været i familien Bocks eje indtil overtagelsen, og Alexanders søn Allan Bock blev knyttet til den nye virksomhed, Asp-Holmblad.
Fabriksbygningen findes endnu, men dens vinduer er blevet ændret.